# Caulinia bracteata
Caulinia bracteata là một loài thực vật có hoa trong họ Hydrocharitaceae. Loài này được (Gaudich.) Kuntze mô tả khoa học đầu tiên năm 1891.